# Rob Ruijgh
Rob Ruijgh (Heerlen, 12 de novembre de 1986) és un ciclista neerlandès, professional des del 2010 i actualment a l'equip Tarteletto-Isorex.

## Palmarès
- 2004
  - 1r al Giro de la Lunigiana
- 2005
  - Vencedor d'una etapa del OZ Wielerweekend
- 2009
  - 1r a la Romsée-Stavelot-Romsée
- 2014
  - 1r al Memorial Philippe Van Coningsloo
- 2016
  - Vencedor d'una etapa del Volta a la província de Namur
- 2017
  - 1r al Tour de l'Iran

### Resultats al Tour de França
- 2011. 20è de la Classificació general
- 2012. Abandona (11a etapa)

### Resultats a la Volta a Espanya
- 2012. Abandona (17a etapa)

### Resultats al Giro d'Itàlia
- 2013. 54è de la Classificació general